# Chrysolina polita
Chrysolina polita là một loài bọ cánh cứng trong họ Chrysomelidae.
Đây là loài có mặt phổ biến ở Hà Lan và Bỉ.

## Hình ảnh

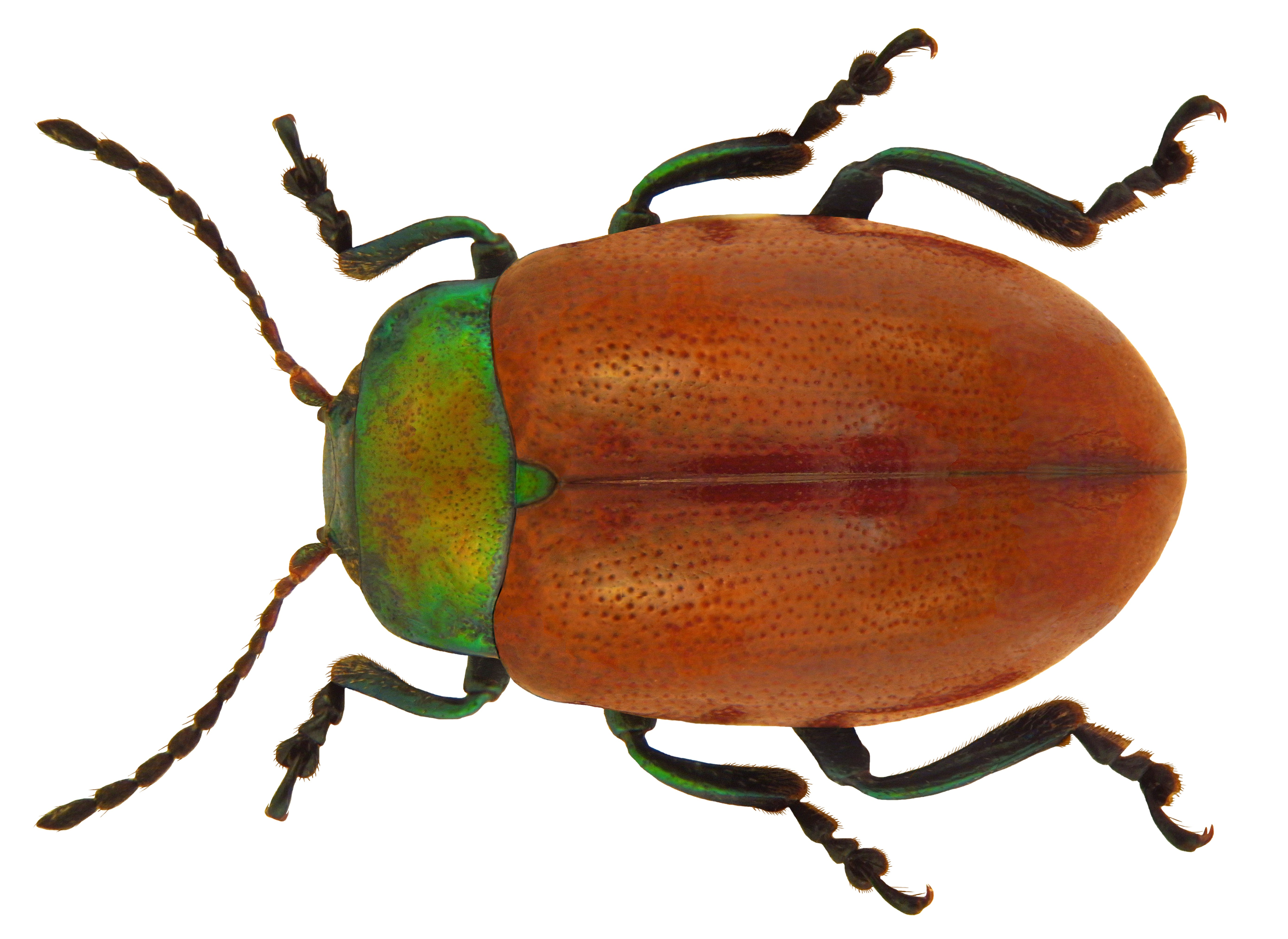
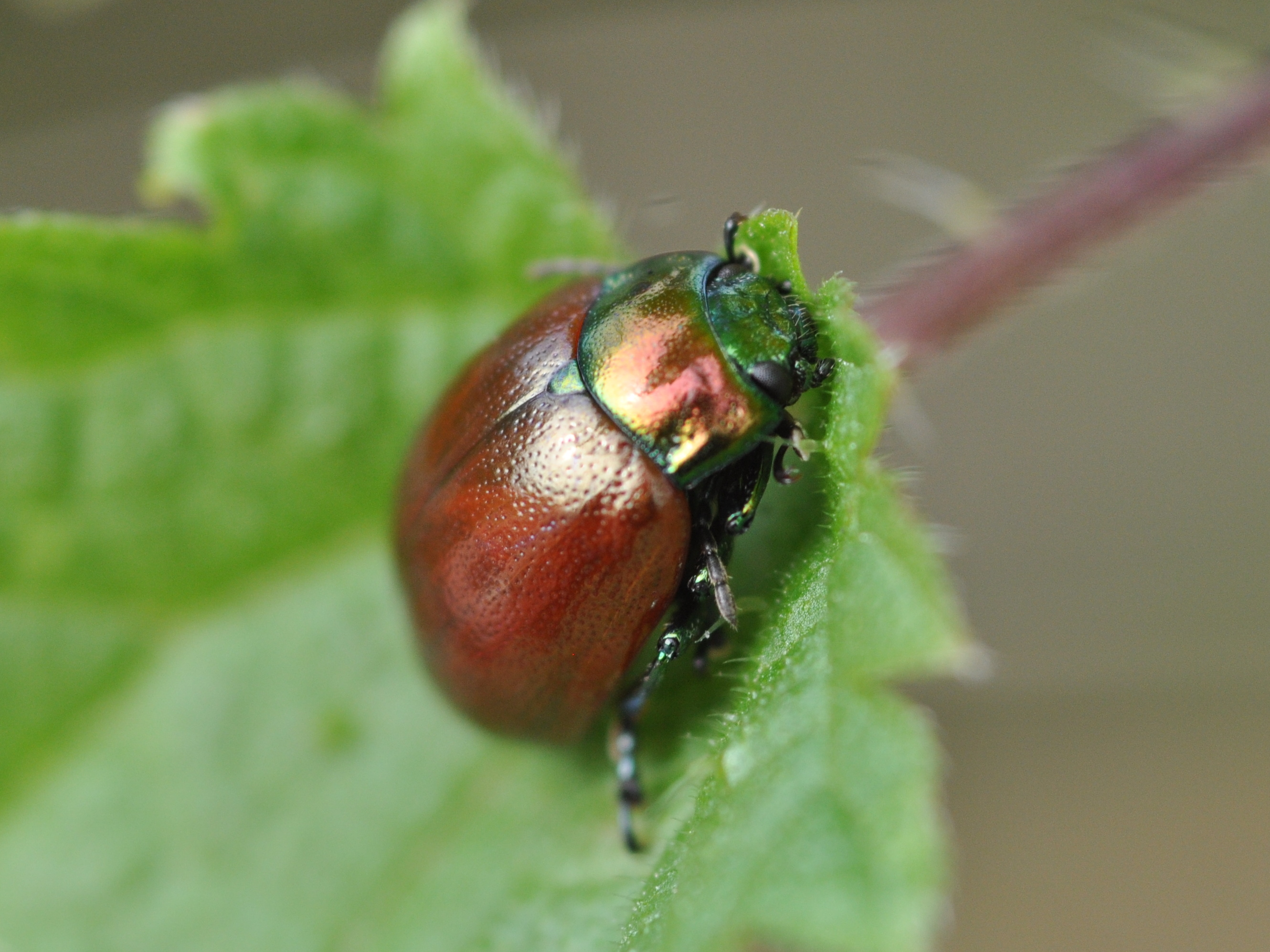
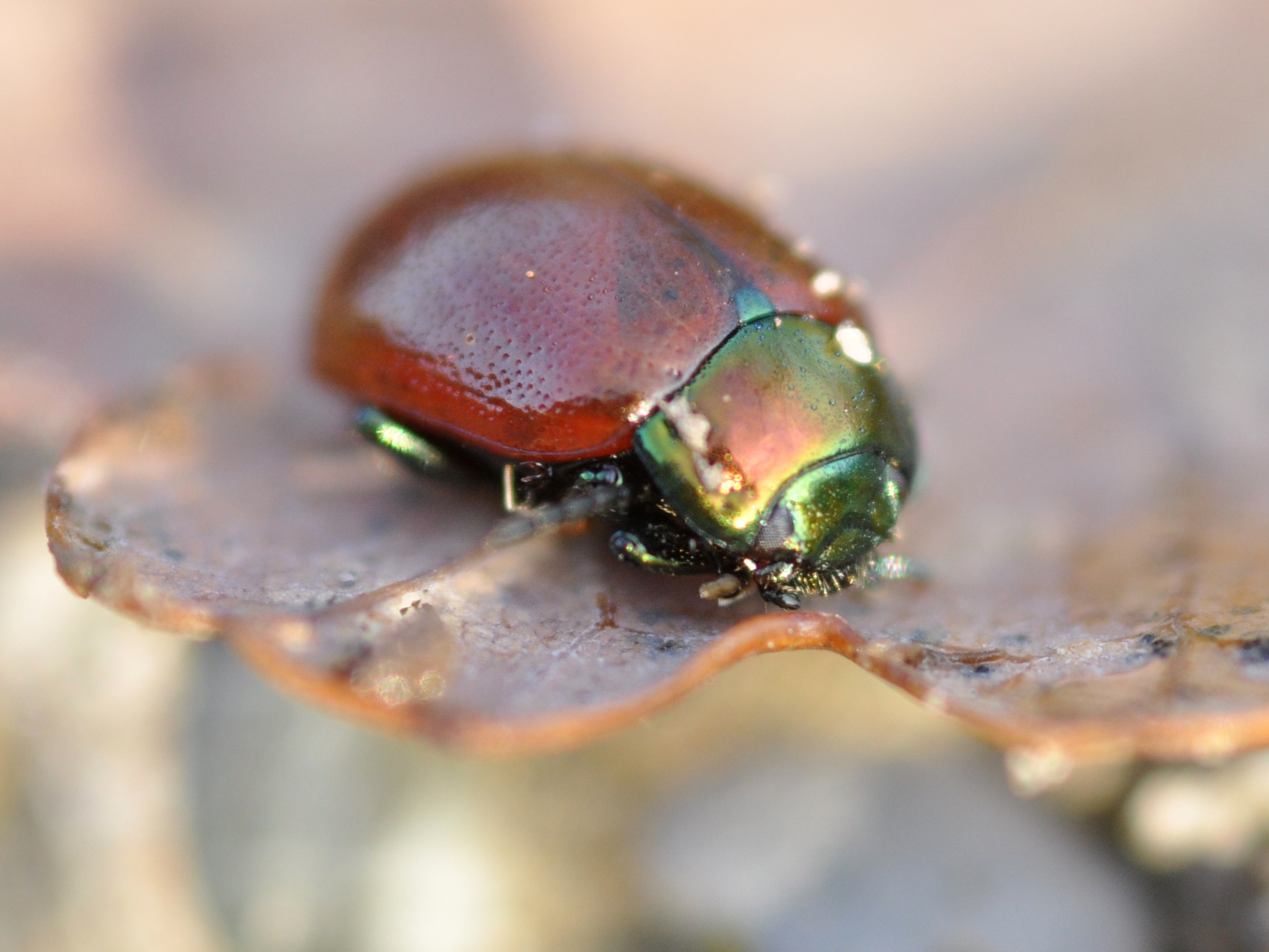
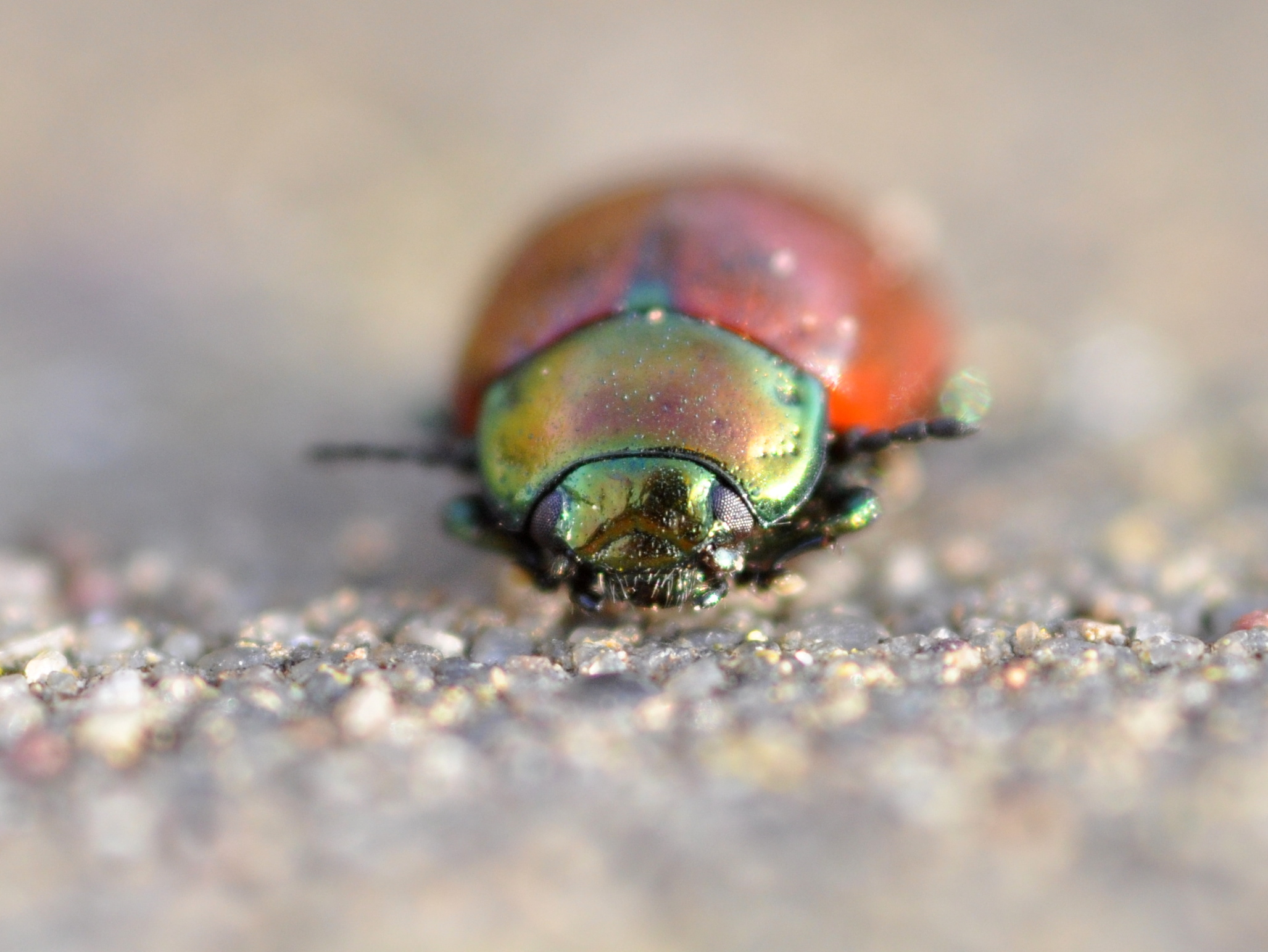